# Маккейб і місіс Міллер
«Маккейб і місіс Міллер» (англ. McCabe & Mrs. Miller) — американський анти-вестерн режисера Роберта Альтмана з Ворреном Бітті та Джулі Крісті у головних ролях, знятий на основі роману «Маккейб» Едмунда Нотона. Входить до списку 10 найкращих вестернів за версією Американського інституту кіномистецтва. У 2010 році фільм був відібраний до Національного реєстру фільмів для зберігання у Бібліотеці Конгресу.

## Сюжет
У містечко пресвітеріанської церкви, штат Вашингтон, прибуває азартний гравець Джон Маккейб. Він швидко опиняється у центрі уваги через чутки про його бандитське минуле.
Маккейб відкриває імпровізований бордель з трьох повій, придбаних за 200 доларів у сутенера з сусіднього міста. У місто приїжджає Констанс Міллер. Маккейб і Міллер стають партнерами й відкривають успішний будинок розпусти, салун і лазню. 
Прибутковою справою починає цікавитися видобувна компанія. Два агенти прибувають для того, щоб купити бізнес Маккейба. Не зважаючи на попередження про небезпеку від місис Міллер, Джон відхиляє пропозицію компанії. Компанія відправляє трьох мисливців за головами, щоб убити Маккейба. Той спочатку намагається владнати все мирно і навіть звертається за допомогою до адвоката, але марно. 
Коли приходить час для фінальної конфронтації Маккейб зі зброєю ховається у каплиці, але звідти його виганяє пастор. Один із найманців убиває пастора, сплутавши його з Маккейбом. У церкві починається пожежа й усі містяни збираються, щоб загасити полум'я. Маккейб продовжує переховуватися й убиває двох найманців. Перед тим як убити останнього Маккейб отримує серйозне поранення й самотньо помирає у снігу. 

## У ролях
- Воррен Бітті — Джон Маккейб
- Джулі Крісті — Констанс Міллер
- Рене Обержонуа — Шиан
- Майкл Мерфі — Юджин Сірс
- Ентоні Голланд — Ернест Голландер
- Бурт Ремсен — Барт Койл
- Шеллі Дювалл — Іда Койл
- Кіт Керрадайн — Ковбой
- Г'ю Мілле — Батлер
- Джейс Ван Дер Веен — Брід
- Манфред Шульц — Кід
- Корі Фішер — преподобний Елліот
- Вільям Дівейн — Адвокат Клемент Семюелс
- Джон Шак — Смоллі

## Критика
«Маккейб і місис Міллер» отримав позитивні відгуки кінокритиків. Роджер Еберт поставив фільму чотири зірки з чотирьох і написав, що він «зовсім не схожий на інші будь-коли зняті вестерни, і Роберт Альтман цим заслуговує звання одного з найкращих сучасних режисерів». Пізніше він додав фільм до свого списку «Великих фільмів», в якому вказав: «Роберт Альтман зробив десяток фільмів, які можна назвати великими, але один із них є досконалим, і це «Маккейб і місис Міллер» (1971)». Джин Сіскел також відзначив фільм найвищою оцінкою і назвав його «блискучим фільмом, не через історію, а через те, яким чином вона розказана… Побудова таких делікатних сцен є критерієм відмінного кіновиробництва й Альтман — безсумнівний майстер». 
Джулі Крісті була номінована на премію «Оскар» за найкращу жіночу роль. Картина також отримала номінації за найкращу операторську роботу на премію БАФТА й на премію Гільдії сценаристів Америки за найкращий сценарій. У червні 2008 року Американський інститут кіномистецтва оприлюднив список десяти найкращих вестернів, у якому «Маккейб і місис Міллер» посів восьме місце.
На сайті Rotten Tomatoes стрічка має оцінку 89%, на основі 47 рецензій, і середній рейтинг 8,7/10.